# 구미신당초등학교
구미신당초등학교(龜尾新堂初等學校)는 대한민국 경상북도 구미시에 있는 공립 초등학교이다.

## 연혁
- 2020년 3월 1일 : 개교
- 2023년:세계드론축구대회 우승